# Halicyclops antiguaensis
Halicyclops antiguaensis är en kräftdjursart som beskrevs av Herbst 1983. Halicyclops antiguaensis ingår i släktet Halicyclops och familjen Cyclopidae. Inga underarter finns listade i Catalogue of Life.